# Daniel Schlumberger
Daniel Schlumberger (19 de desembre de 1904, Mulhouse - 20 d'octubre de 1972, Princeton), va ser un arqueòleg francès i professor d'arqueologia del Pròxim Orient a la Universitat d'Estrasburg i més tard a la Universitat de Princeton.

## Biografia
Després de ser mobilitzat per lluitar a la Segona Guerra Mundial el 1939 i posteriorment allistat en les files de França Lliure, va començar a dirigir la Delegació Arqueològica Francesa a l'Afganistan (DAFA). Al 1945 va arribar a Beirut, on va dirigir diferents projectes d'estudi i excavacions a la zona de l'Àsia central. Es va centrar especialment en els jaciments de Bactriana, Basar Lashkari i Surkh Kotal, amb destacades descobertes de l'antic imperi Kuixan i l'excavació d'Alexandria d'Oxiana.
També va dirigir projectes al nord de l'actual Síria per al Departament d'Antiguitats de Síria i el Líban al abril de 1924. L'any 1958 va ser admès en la societat científica Académie des inscriptions et belles-lettres. Després de vint anys treballant en jaciments de l'Afganistan, el 1965 va deixar el càrrec en la DAFA. El 1967 va substituir Henri Seyrig com a director de l'Institut Francès de Beirut.
Schlumberger va morir el 20 d'octubre als Estats Units, quan realitzava uns estudis a Princeton. Les seves obres escrites s'inclouen a títol pòstum la publicació The Cambridge History of Iran (1983).